# Hebesatz (Feuerwehr)
Der Hebesatz ist eine Zusammenstellung von Hydraulikzylindern mit handbetriebener Hydraulikpumpe und Zubehör (verschiedene Verlängerungsstücke, Endstücke, Schläuche …), die dem Anheben von Lasten dient.
Der Hebesatz wird von der Feuerwehr oder dem THW verwendet, um beispielsweise eingeklemmte Personen unter schweren Gegenständen zu befreien.
Der hydraulische Hebesatz kann zum Heben, Drücken, Abstützen, Schieben und Absenken verwendet werden. Er wird in der Regel dann verwendet, wenn andere Geräte zum Bewegen von Lasten aufgrund der begrenzten Hubkraft nicht mehr einsetzbar sind. Der Hebesatz besteht aus einer oder zwei handbetätigten Hydraulikpumpen, einem Zweiwege-Verteiler mit Regulierventilen und zwei Verlängerungsschläuchen, mehreren Hydraulikzylindern, Verlängerungen, Zubehör (u. a. Druckplatten und Anhebeklauen) und einem Spreizschnabel. Die Hydraulikzylinder haben paarweise gleiche Hubkraft und Hubhöhe. Die Hydraulikzylinder werden von der handbetätigten Hydraulikpumpe mit Öldruck versorgt. Über den Zweiwege-Verteiler können gleichzeitig zwei Hydraulikzylinder betrieben werden.
Es wird zwischen dem Hebesatz H1 und H2 unterschieden, wobei der Satz H1 umfangreicher als der Satz H2 ausgestattet ist. Die Nennhubkraft liegt jeweils bei 150 kN für die Zylinder mit 150 mm Hub und 50 mm Hub; die im Hebesatz H1 enthaltenen Zylinder mit 15 mm Hub haben eine Hubkraft von 80 kN. Der Arbeitsdruck ist einheitlich 630 bar. Die Zylinder haben eine eingebaute Rückholfeder und ein im Anschluss befindliches Schnellstoppventil, das es ermöglicht, den Zylinder nach erfolgtem Schnellstopp von den Anschlussleitungen zu trennen.
Der Hebesatz gehört zur optionalen Normbeladung eines Rüstwagens.